# Mogurnda variegata
Mogurnda variegata је зракоперка из реда Perciformes и фамилије Eleotridae. 

## Угроженост
Ова врста је крајње угрожена и у великој опасности од изумирања.

## Распрострањење
Папуа Нова Гвинеја је једино познато природно станиште врсте.

## Популациони тренд
Популација ове врсте се смањује, судећи по расположивим подацима.

## Станиште
Станишта врсте су језера и језерски екосистеми и слатководна подручја.